# Швеция на «Евровидении-1961»
Швеция приняла участие в Евровидении 1961, проходившем в Каннах, Франция. Её представила Лилль-Бабс с песней «April, April», выступившая под номером 7. В этом году страна получила 2 очка, заняв предпоследнее, четырнадцатое, место. Комментатором конкурса от Швеции в этом году стал Ян Габриэллсон, а глашатаем — Роланд Эйворт.

## Национальный отбор[3]
| Номер | Артист 1       | Артист 2       | Песня                | Баллы | Место |
| ----- | -------------- | -------------- | -------------------- | ----- | ----- |
| 1     | Лили Берглунд  | Ларс Лонндаль  | «Spela på regnbågen» | 71    | 2-е   |
| 2     | Лилль-Бабс     | Лили Берглунд  | «Stockholm»          | 57    | 5-е   |
| 3     | Ларс Лонндаль  | Лилль-Бабс     | «Vårvinter»          | 71    | 2-е   |
| 4     | Гуннар Виклунд | Сив Мальмквист | «April, April»       | 78    | 1-е   |
| 5     | Сив Мальмквист | Гуннар Виклунд | «Vår i hjärtat»      | 58    | 4-е   |

Финал национального отбора состоялся 6 февраля 1961 года в Cirkus в Стокгольме, ведущей стала Жанетт Фон Хейденстам. Каждая из песен была исполнена дважды, сперва с большим оркестром (артист 1), затем — с маленьким (артист 2). Четверо судей выбирали песню. По результатам голосования, победила Сив Мальмквист, представительница Швеции в предыдущем году, с песней «April, April». Но Сив не смогла сдержать смех при исполнении песни, поэтому на Евровидение была отправлена участница нынешнего и прошлогоднего национального отбора, Лилль-Бабс.

## Страны, отдавшие баллы Швеции
Каждая страна имела жюри в количестве 10 человек, каждый человек мог отдать очко понравившейся песне.
| Отдали Швеции… | Отдали Швеции… | Отдали Швеции…                      |
| 4 балла        | 2 балла        | 1 балл                              |
| -------------- | -------------- | ----------------------------------- |
| Швейцария      | Дания          | Франция Испания Германия Люксембург |

## Страны, получившие баллы от Швеции
| 2 балла | Франция |